# Giulia Tanno
Giulia Tanno (5 mei 1998) is een Zwitserse freestyleskiester.

## Carrière
Bij haar wereldbekerdebuut, in december 2013 in Copper Mountain, scoorde Tanno direct wereldbekerpunten. Tijdens de wereldkampioenschappen freestyleskiën 2015 in Kreischberg eindigde de Zwitserse als zevende op de slopestyle. In februari 2015 behaalde ze in Park City haar eerste toptienklassering in een wereldbekerwedstrijd. In januari 2016 stond Tanno in Mammoth voor de eerste maal in haar carrière op het podium van een wereldbekerwedstrijd. Op de wereldkampioenschappen freestyleskiën 2017 in de Spaanse Sierra Nevada eindigde de Zwitserse als achtste op het onderdeel slopestyle. Op 1 december 2017 boekte ze in Mönchengladbach haar eerste wereldbekerzege.

## Resultaten

### Wereldkampioenschappen
| Jaar | Plaats        | Resultaat     |
| ---- | ------------- | ------------- |
| 2015 | Kreischberg   | 7e Slopestyle |
| 2017 | Sierra Nevada | 8e Slopestyle |

### Wereldbeker
Eindklasseringen
| Seizoen   | Algm | BA     | SS  |
| --------- | ---- | ------ | --- |
| 2013/2014 | 176e | –      | 41e |
| 2014/2015 | 51e  | –      | 4e  |
| 2015/2016 | 20e  | –      | 5e  |
| 2016/2017 | 38e  | 4e     | 10e |
| 2017/2018 | 33e  | Zilver | 7e  |
| 2018/2019 | 60e  | –      | 11e |
| 2019/2020 | 12e  | Goud   | 5e  |

Wereldbekerzeges
| Datum           | Plaats          | Onderdeel |
| --------------- | --------------- | --------- |
| 1 december 2017 | Mönchengladbach | Big air   |
| 8 januari 2021  | Kreischberg     | Big air   |